# Université de technologie de Darmstadt

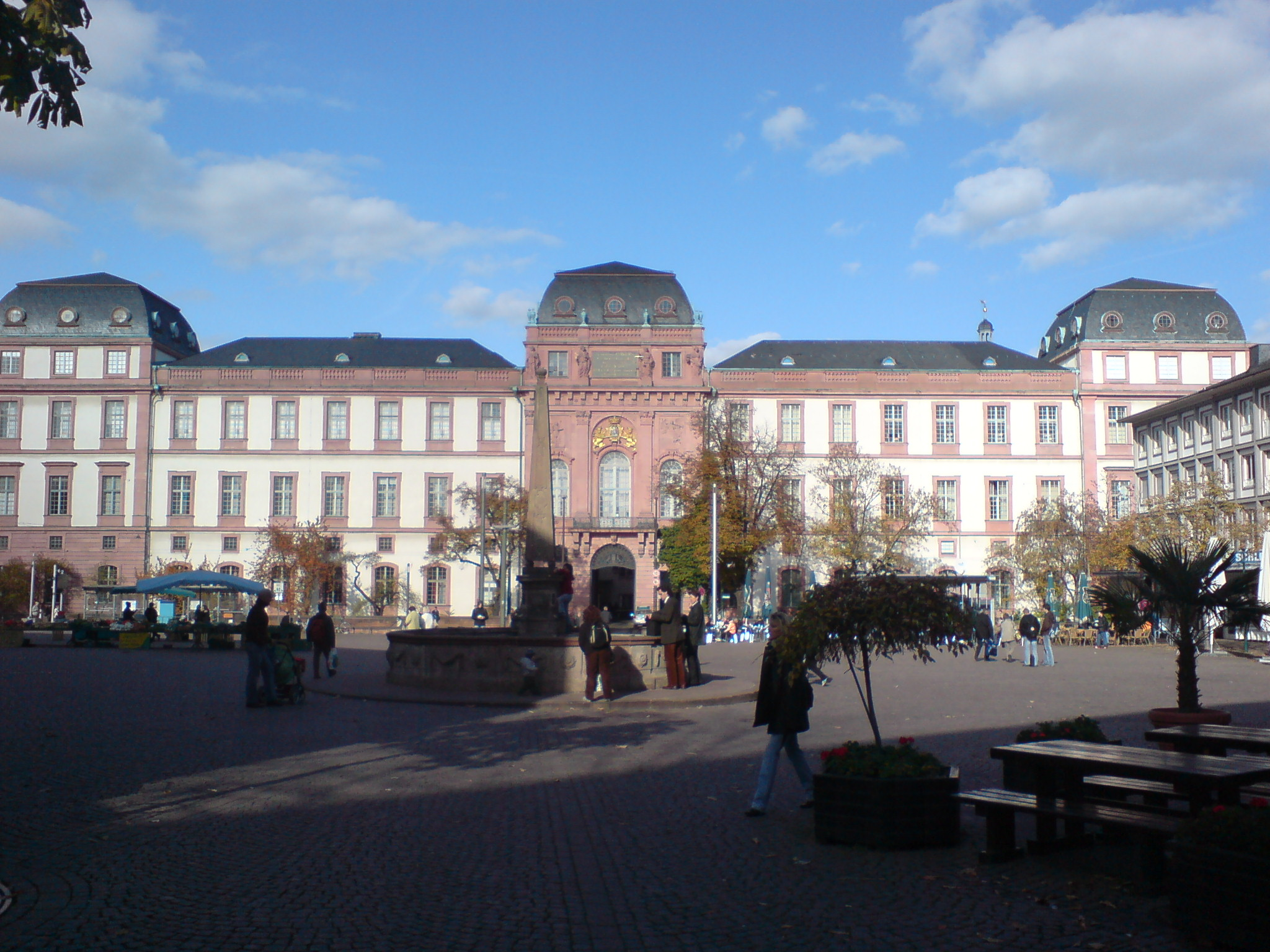
Le Château, qui héberge les cours de sociologie, d'histoire, de droit et d'économie.

L’université de technologie de Darmstadt (en allemand, Technische Universität Darmstadt, abr. TU Darmstadt, TUD) est une université allemande, située à Darmstadt, dans le Land de Hesse. Elle a été fondée en 1877. En 2011 avec 25 100 étudiants elle est la plus grande université au pays de Hesse et une des plus grandes universités de technologie en Allemagne.
L'université technique de Darmstadt a fondé en 1882 la première chaire d'ingénierie électrique au monde. En 1883, la première faculté de génie électrique du monde a suivi l'introduction du premier programme de diplôme en génie électrique au monde. Les diplômés et les employés de la TU Darmstadt ont largement développé l'informatique, l'informatique économique et l'intelligence artificielle en tant que domaine scientifique en Allemagne,. Les débuts de l'informatique en tant que discipline scientifique en Allemagne remontent à l'Institut de mathématiques pratiques de l'université technique de Darmstadt. En 1975, le TH Darmstadt a lancé le premier cursus d’informatique d’entreprise en Allemagne.
L'université est aussi membre du Réseau Cluster.
La TU Darmstadt entretient des alliances stratégiques avec les sociétés Merck, Continental, Bosch, Siemens et Deutsche Bahn. L'université est réputée pour son école d'ingénieurs, mais aussi l'architecture, l'économie et la psychologie. L'université technique de Darmstadt est l'une des universités comptant le plus grand nombre de cadres supérieurs en Allemagne. Elle appartient au top 3 en nombre de dirigeants d'entreprises du DAX y ayant étudié.

## Histoire
Le Polytechnikum de Darmstadt a été investi d'un statut universitaire le 10 octobre 1877 par décret du Grand-duc de Hesse Louis IV, en tant que Haute école technique de Darmstadt (Technische Hochschule zu Darmstadt). Cette promotion entraînait un changement du mode de recrutement, qui imposait à présent aux candidats d'être titulaires de l'Abitur. En 1899 l’École obtenait du gouvernement de Hesse le droit d'attribuer le titre de « docteur-ingénieur. » Pour mieux signifier son statut universitaire, l'établissement prit le nom de Technische Universität (TU Darmstadt) le 1er octobre 1997.
À ses débuts, l’École technique souffrait de financements insuffisants, si bien que sa fermeture fut envisagée par le parlement de Hesse en 1876, puis à nouveau en 1881-82. L'établissement put finalement être sauvé par la nomination de quelques notables, dont le haut-bourgmestre Albrecht Ohly (de), le Président de la Commission des Finances Otto Wolfskehl (de) et le Ministre de l'Intérieur Julius Rinck von Starck (de). Forte de ce patronage, l'université eut l'audace de fonder en 1882 la première faculté d’électrotechnique au monde. Elle recruta pour cela le professeur Erasmus Kittler (de), et d'emblée le nombre d'étudiants inscrits apporta un démenti à l’opportunité d'une fermeture de l’Établissement. D'autres départements vinrent s'ajouter, comme l'ingénierie du papier et l'aérotechnique. En 1895, le nouveau bâtiment de l'université était inauguré par le recteur, le géologue Karl Richard Lepsius (1893-1895).
Le cours d'électrotechnique attirait un nombre sans cesse croissant d'étudiants étrangers (surtout d'Autriche-Hongrie), de sorte que dès 1906, ils représentaient 75 % des étudiants de la Faculté. Au début du XXe siècle, l'université poursuivait son extension : en 1904, la tour de l'Horloge (de) (face au bâtiment historique) construite par Friedrich Pützer, et entre 1904 et 1908 une salle de machines dans la Magdalenstrasse, conçue par l'architecte Georg Wickop (de). En 1908, le bâtiment principal était étendu vers le nord et l'ouest.
Au cours de la Première Guerre mondiale, le nombre d'étudiants baissa jusqu'à 300, et la moitié du corps enseignant étaient mobilisés. Dix enseignants et 245 étudiants moururent au front.

## Personnes célèbres

### Lauréat du prix Nobel
Les lauréats Nobel suivants ont étudié, enseigné et étudié à l'Université technique / Université de Darmstadt:
- Peter Grünberg, physicien et lauréat du prix Nobel de physique (2007)
- Horst Ludwig Störmer, physicien et prix Nobel de physique (1988)
- Gerhard Herzberg, chimiste, physicien et prix Nobel de chimie (1971)
- Hermann Staudinger, chimiste et lauréat du prix Nobel de chimie (1953)

Les conférences suivantes à la TU Darmstadt ont été rendues possibles par la conférence d'Emanuel Merck (conférences et séminaires pour étudiants):
- Frances H. Arnold, chimiste et lauréate du prix Nobel de chimie (2018)
- Harold Kroto, chimiste et lauréat du prix Nobel de chimie (1996)
- Jean-Marie Lehn, chimiste et lauréat du prix Nobel de chimie (1987)
- Manfred Eigen, chimiste et lauréat du prix Nobel de chimie (1967)

Les lauréats du prix Nobel suivants sont associés à l'Université:
- Gerhard Ertl, chimiste et lauréat du prix Nobel de chimie (2007)
- Karl Alex Müller, physicien et prix Nobel de physique (1987)
- Karl Ziegler, chimiste et lauréat du prix Nobel de chimie (1963)
- Otto Hahn, chimiste et lauréat du prix Nobel de chimie (1944)
- Carl Bosch, chimiste et lauréat du prix Nobel de chimie (1931)
- Richard Willstätter, chimiste et lauréat du prix Nobel de chimie (1915)

### Prix Wolf
- Harald Rose, physicien et lauréat du prix Wolf de physique (2011)
- Maximilian Haider, physicien et lauréat du prix Wolf de physique (2011)
- Peter Grünberg, physicien et lauréat du prix Wolf de physique (2007)

### Élèves
- Mikhaïl Dolivo-Dobrovolski (1861-1919), ingénieur polonais, spécialiste du génie électrique, élève du premier cours en électrotechnique du monde.
- Chaim Weizmann (1874-1952), premier président israélien.
- Agha Achurov (1886-1936), homme d'État azerbaïdjanais.
- Heinz Hemrich (1923-2009), sculpteur allemand.
- Sonia Kéfi (1983-) chercheuse française en écologie.

### Cadres et professeurs
- John Tu, fondateur de Kingston Technology Co. et milliardaire
- Vikram Lal, fondateur d'Eicher Motors et milliardaire[8],[9]
- Hans Busch (1930-1946), pionnier de l'optique électronique
- Reinhard W. Hoffmann, chimiste
- Michael Waidner, est un informaticien allemand.

## Photos du campus

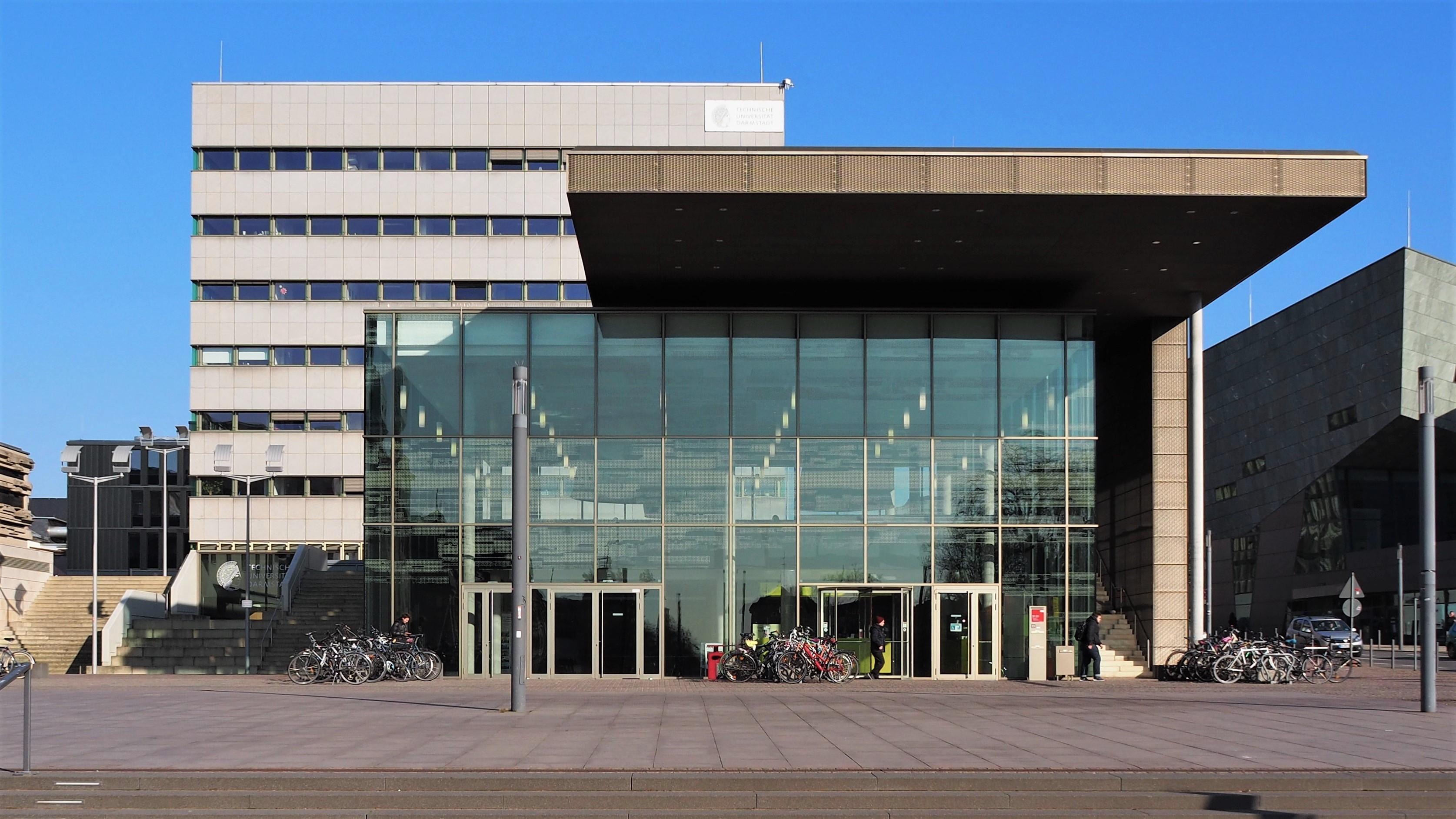
Entrée et édifice administratif (2018)

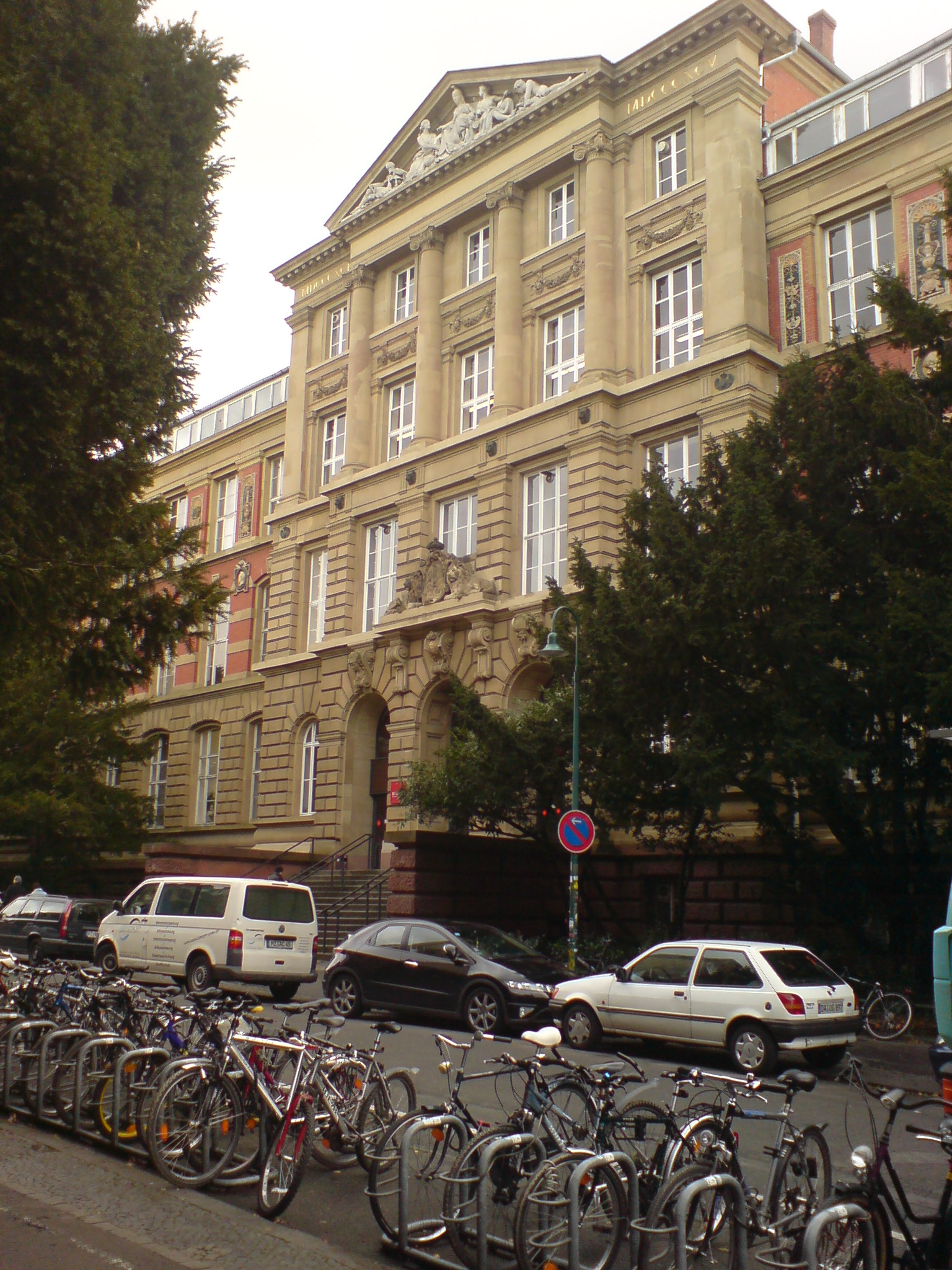
Le bâtiment historique de l'université.